# توتنهام هوتسبير موسم 2010–11
كان موسم 2010–11 هو الموسم التاسع عشر لنادي توتنهام هوتسبير لكرة القدم في الدوري الإنجليزي الممتاز. كان هذا هو موسمهم الثالث والثلاثين على التوالي في دوري الدرجة الأولى الإنجليزي لكرة القدم.
شهدت الحملة أول مشاركة لتوتنهام على الإطلاق في دوري أبطال أوروبا، حيث دخل النادي عبر جولة الملحق بعد أن احتل المركز الرابع في موسم 2009–10. وصل النادي إلى ربع نهائي المسابقة حيث هزمه ريال مدريد.